# تدمير كاليش

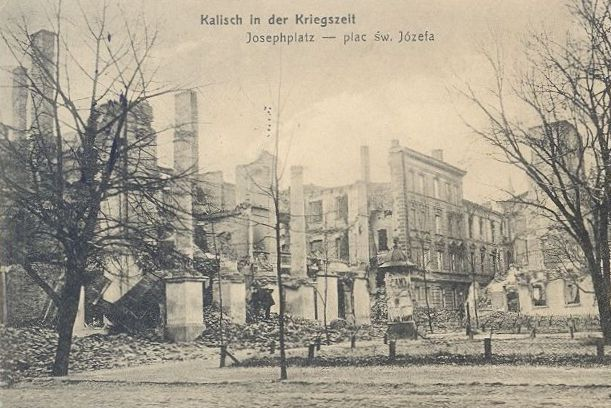
قصر ليوبولد فايس في كاليش، الذي دمره الألمان في عام 1914

حدث تدمير كاليش (البولندية: zburzenie Kalisza) على يد القوات الألمانية في الفترة من 2 أغسطس إلى 22 أغسطس 1914 في بداية الحرب العالمية الأولى. يُعرف الحدث أيضًا باسم مذبحة كاليش أو لوفان البولندية.
غزا الجيش الألماني كاليش في 2 أغسطس 1914. أُحرقت المدينة بالكامل، ولم ينجُ منها سوى الكنائس والمكاتب الحكومية. وقُتل عدد كبير من المواطنين رمياً بالرصاص. قبل الحرب، كان عدد سكان كاليش 65,000 نسمة. وبعدها، لم يتبقَّ سوى 5,000 نسمة.

## خلفية
في 13 فبراير 1793، أصبحت كاليش ومنطقة كاليش جزءًا من بروسيا خلال التقسيم الثاني لبولندا. في عام 1807، استعادها البولنديون وأُدرجت ضمن دوقية وارسو البولندية قصيرة العمر. بعد هزيمة نابليون على الجبهة الشرقية عام 1812، استولت عليها الإمبراطورية الروسية ثم ضمتها إليها، والتي سيطرت عليها لاحقًا لأكثر من مئة عام.

### اندلاع الحرب العالمية الأولى

#### انسحاب الروس
كان أول دافع للحرب يصل إلى كاليش هو إغلاق الحدود القريبة مع الإمبراطورية الألمانية في نوي سكالمييرزيس (المعروفة آنذاك رسميًا باسم نيو سكالمييرشوتز في التقسيم البروسي لبولندا) وتوقفت حركة السكك الحديدية عبر الحدود إلى ألمانيا. بدأ المسؤولون الروس بإخلاء المدينة برفقة العسكريين. في 2 أغسطس 1914، عند الفجر، انسحب الجيش الروسي من المدينة دون قتال، بعد أن أشعل النار في مستودعات عسكرية بالقرب من محطة السكة الحديد. أُضرمت النيران فيها وكذلك في القطارات وعربات النقل. شكل مواطنو المدينة لجنة مدنية بدأت في إدارة المدينة. بالإضافة إلى ذلك، تم إنشاء الحرس المدني للحفاظ على النظام، بينما حاول العمال إخماد الحريق في محطة السكة الحديد.

## تحركات الألمان

### ظهور القوات الألمانية
حوالي الساعة 14:00، يوم 2 أغسطس، ظهرت أول دوريات ألمانية على طول خطوط السكك الحديدية. ومع ازدياد الدوريات، تجمعت الحشود. كان الجو محايدًا بشكل عام، ويمكن سماع بعض التعليقات غير المواتية من بين مواطني كاليش. عندما وصل ضابط ألماني، أعطاه العمدة بوكوفيينسكي مفاتيح المدينة كبادرة رمزية. بعد التأكد من عدم وجود قوات روسية موجودة، انسحبت الدوريات الألمانية إلى سزتشيبيورنو. في الساعات اللاحقة، بدأ جنود ألمان آخرون في الوصول على الدراجات. كان العديد منهم بولنديين من بلدة أوسترزيشوف القريبة (التي كانت تُعرف رسميًا آنذاك باسم شيلدبرغ في التقسيم البروسي لبولندا)، ولم يكن هناك عداء بينهم وبين السكان البولنديين المحليين. انفصل الجنود الألمان من أصل بولندي (حوالي 30 عددًا) بسرعة عن بقية الألمان وذهبوا إلى السوق، حيث انخرطوا في محادثة مع السكان المحليين وشربوا البيرة معهم. وظل الجنود الألمان منفصلين وكانوا يكافحون من أجل المشاركة في المحادثات التي أجريت باللغة البولندية.

### وصول القوات الرئيسية
في ليلتي الثاني والثالث من أغسطس، قرابة منتصف الليل، وصلت القوات الألمانية الرئيسية من السرية الخامسة من الفوج 155 للمشاة إلى أوستروفو. طالب القائد، الكابتن كيلد، بتوفير مساكن لجنوده واستدعى رئيس البلدية. في الليلة نفسها، وصلت قوات الرائد هيرمان برويسكر إلى المدينة من الكتيبة الثانية للمشاة. تولى برويسكر زمام الأمور على الفور وعيّن نفسه قائدًا. عند اختيار المقر، أبدى برويسكر استياءً شديدًا وطالب بمبنى الجمعية الموسيقية والحرفيين المسيحيين في المدينة بدلًا من الثكنات العسكرية الروسية.
فجر يوم 3 أغسطس، أُدخلت قذائف الهاون إلى المدينة. في الوقت نفسه، بدأ الرائد برويسكر في جدال مع مجلس المدينة، رغم تلبيتهم جميع طلباته. اعتقد البعض أنه شعر بخيبة أمل إزاء قلة المقاومة وتجاهل السكان البولنديين للجنود الألمان، والذين بدأوا بإقامة علاقات شخصية مع الجنود البولنديين العرقيين من الجزء الخاضع للسيطرة الألمانية من البلاد المقسمة. لم يُبدِ بعض هؤلاء الجنود أي دعم للحرب، بل أدانوا الصراع. 

## الإعدامات والقمع
في وقت متأخر من المساء، سُمع دوي طلقة نارية واحدة، مما أثار الذعر والاضطراب بين سكان المدينة، وأعقبه إطلاق نار من مدافع رشاشة. بعد هذه الحادثة القصيرة، عاد الهدوء إلى المنطقة. خلال الليل، استؤنف إطلاق النار، حيث بدأ الجنود الألمان بإطلاق النار على بعضهم البعض، ظانّين على الأرجح أنهم محاصرون من قِبل القوات الروسية. على الرغم من بقاء المدنيين في منازلهم، قُتل 21 منهم وستة جنود وجُرح 32 جنديًا. زعم الرائد برويسكر أن السكان المحليين هم من أطلقوا النار. 
في الرابع من أغسطس، أخذ بريوسكر ستة مواطنين كرهائن، و50 ألف روبل انتقامًا، وحظر تجول، وحظرًا على نشر الصحف، وهدد بأخذ المزيد من الرهائن والإعدامات. وعلى الرغم من ذلك، واصل الألمان المزيد من القمع والإعدامات. تعرض المدنيون للضرب المبرح، غالبًا بأعقاب البنادق؛ وعند أي علامة على المقاومة، كان يتم دفع الناس إلى الحائط وإطلاق النار عليهم. حدثت العديد من عمليات الإعدام بالقرب من المستشفى حيث تم نقل الجرحى. تُركت العديد من الجثث في الشارع. تعرض المشاة لسوء المعاملة وتم قمع أي علامة على المعارضة بوحشية شديدة وفي ظل ظروف جعلت الجنود يرفضون اتباع أوامر ضباطهم في حالات. قُتل ما يصل إلى 20 شخصًا بهذه الطريقة. 

## قصف وغارات على المدينة

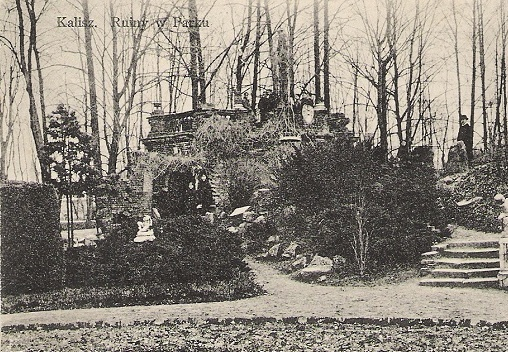
الحديقة الكبرى في كاليش، قبل عام 1914

بعد أن أخذ الألمان رهائنهم معهم، بدأوا بالانسحاب من المدينة في وقت متأخر من بعد الظهر. وبعد ساعة، أُطلقت نيران المدفعية على المدينة من التلال القريبة. وكان القصف فعالاً للغاية نظرًا لوقوع كاليش في وادٍ عميق. بالإضافة إلى ذلك، كان الألمان قد أمروا في اليوم السابق جميع المواطنين بإضاءة منازلهم، مما ساعد في توجيه النيران. واستمر هذا لعدة أيام، حيث شن الألمان غارات قصيرة على المدينة. ومع بدء القصف، اندلع ذعر عام، وحتى مع تهديد الألمان بقتل أي شخص هارب، حاول الناس الفرار بكل الوسائل المتاحة. فرّت حشود كبيرة من الناس المذعورين، بمن فيهم الأطفال وكبار السن مع أي ممتلكات يمكنهم الاستيلاء عليها، من المدينة التي أصبحت شبه مهجورة. في 5 أغسطس، فرّ 10,000 شخص من المدينة التي تعرضت للقصف. أخذ الألمان رهائن إضافيين، وأساءوا معاملتهم، بل وقتلوا بعضهم. ولم يُفرج عن بعضهم، وأُرسل آخرون إلى معسكرات أسرى الحرب في كوتبوس بألمانيا إلا بعد تدخل الكنيسة الكاثوليكية. 

## مذبحة السكان المدنيين
مع هدوء الأوضاع، وصلت قوات جديدة من ساكسونيا، بينما انسحب جنود الرائد برويسكر. وفي 7 أغسطس، وقعت حادثة أخرى في ساحة السوق الرئيسية، عندما انطلق حصان وحيد طليقًا؛ فبدأ الجنود الألمان بإطلاق النار عشوائيًا، مما أدى إلى مقتل بعضهم. وتمركزت المدفعية داخل المدينة، وأطلق الألمان النار على المباني المدنية لأكثر من ساعة. ولقي حوالي 100 مدني حتفهم في هذه الحادثة. بحث الألمان عن ناجين، وعندما عثروا عليهم، طعنوهم بالحراب حتى الموت.
خلال فترة ما بعد الظهر، أُضرمت النيران في مبنى البلدية، وأُعدم المسؤولون. انسحب الألمان، وبدأ إطلاق النار مجددًا، واستمر طوال الليل بين 7 و8 أغسطس. صباح السبت، عاد الألمان إلى المدينة، وأسروا 800 رجل، وأعدموا 80 منهم على تلة قريبة. في اليوم التالي، بدأ الألمان بإحراق المدينة بشكل ممنهج. يُذكر أنه في الحالات التي حاول فيها المدنيون إخماد الحريق، قُتلوا على يد الجنود الألمان. 
استمرت عمليات إطلاق النار والقتل ونهب المتاجر والمنازل بالإضافة إلى حرق المدينة بأكملها حتى 22 أغسطس، عندما تم إحراق آخر منزل في شارع نوفوغرودوفسكا. 

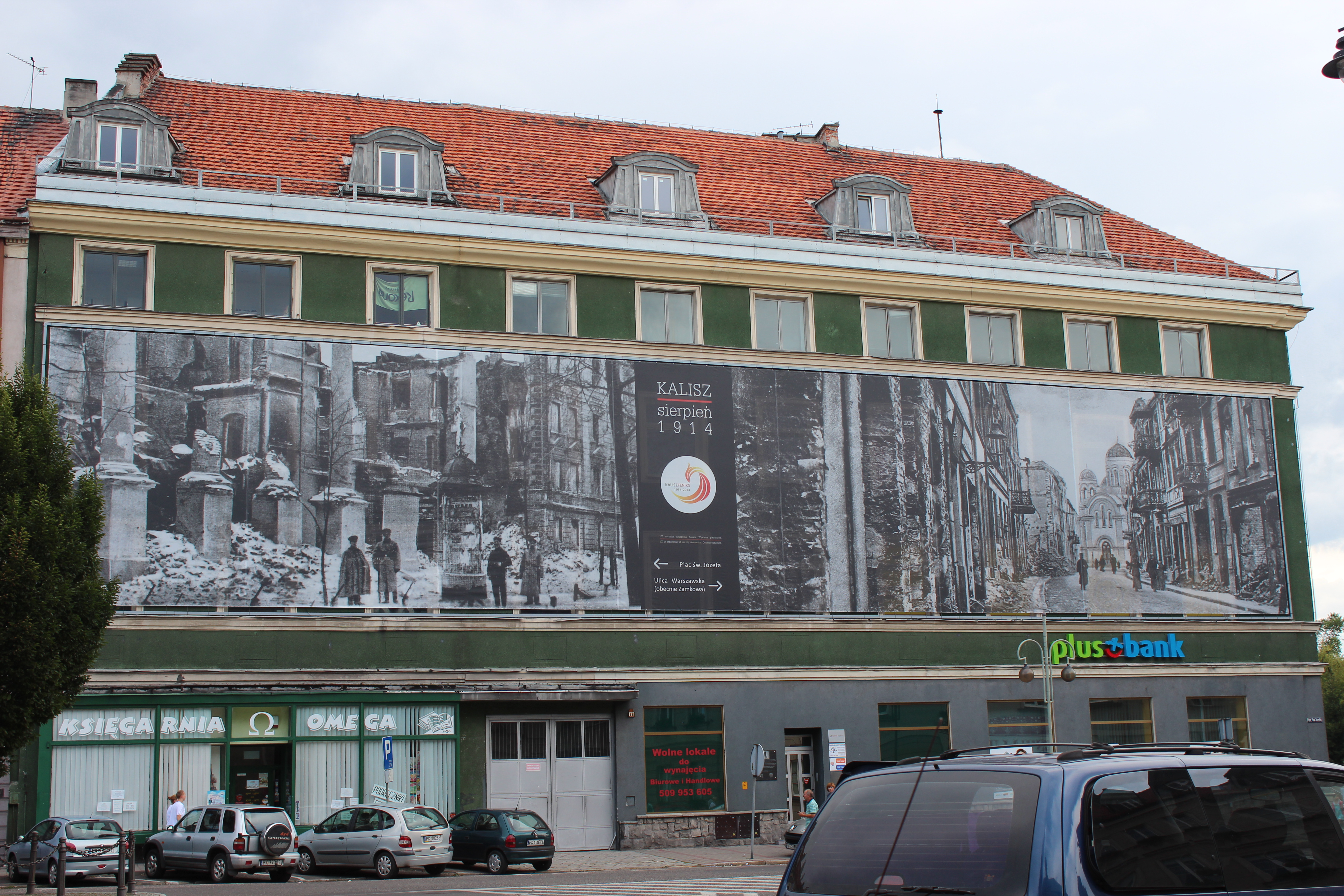
إحياء ذكرى في كاليش في عام 2014

تناولت الصحافة البولندية في جميع أراضي بولندا المقسمة آنذاك الحدث بإسهاب، ووصفه البعض بأنه "جنونٌ وحشيٌّ لا يُصدَّق".  شكّلت الأضرار التي لحقت بكاليش 29.5% من خسائر كونغرس بولندا بأكمله خلال الحرب العالمية الأولى. وشُبِّه الدمار بنهب لوفان، حيث دُمّرت مدينة بلجيكية بطريقة مماثلة على يد الألمان.  قبل الحرب، كان عدد سكان كاليش 65,000 نسمة؛ وبعد الحرب، لم يبقَ منهم سوى 5,000 نسمة. 

## قراءة معمقة
- ل. ج. فلوكيرزي: "لوفان البولندية. وثائق عن تدمير كاليش، أغسطس ١٩١٤". المجلة البولندية، العدد ٤/١٩٨٣
- صورتان توثقان حجم الدمار الذي لحق بكاليش وإعادة إعمارها في أعقاب ذلك، نسخة محفوظة 2007-12-12 على موقع واي باك مشين.
- Na zgliszczach Kalisza: ku wiecznej pamiątce pogromu teutońskiego، dokonanego przez Prusaków w sierpniu 1914 r Bronisław Tomczyk Press، 1915

51°45′45″N 18°05′25″E / 51.7625°N 18.0903°E